# Раково-Піське
Раково-Піське (пол. Rakowo Piskie, нім. Adlig Rakowen) — село в Польщі, у гміні Піш Піського повіту Вармінсько-Мазурського воєводства.
Населення — 301 особа (2011).

## Демографія
Демографічна структура станом на 31 березня 2011 року:
|          | Загалом | Допрацездатний вік | Працездатний вік | Постпрацездатний вік |
| -------- | ------- | ------------------ | ---------------- | -------------------- |
| Чоловіки | 153     | 38                 | 107              | 8                    |
| Жінки    | 148     | 42                 | 85               | 21                   |
| Разом    | 301     | 80                 | 192              | 29                   |